# Banana Blava

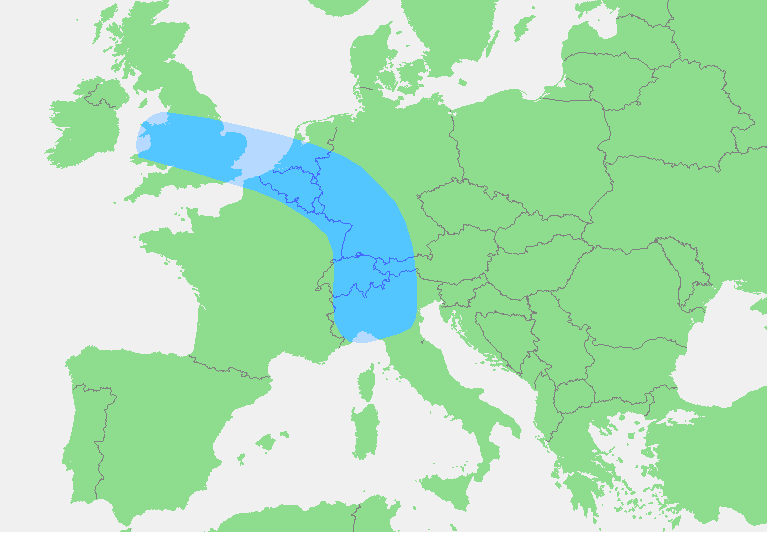
La Banana Blava.

La Banana Blava, també coneguda com a Megalòpoli Europea o Dorsal Europea, és un corredor urbanitzat discontinu de l'Europa Occidental que pren aquest nom per la seva forma, que recorda vagament una banana. S'estén aproximadament, de nord a sud, des de la regió de North West England (Anglaterra) fins a la plana padana (Itàlia), incloent ciutats com Manchester, Londres, Rotterdam, Amsterdam, Brussel·les, Anvers, Colònia, Frankfurt del Main, la Conca del Ruhr, Luxemburg, Estrasburg, Basilea, Zúric, Milà o Torí, amb eixos secundaris vers París, la vall del Roine, Bremen, Hamburg, Nuremberg i Múnic. Conforma una de les àrees mundials amb una més alta concentració de gent, indústria i capital. El concepte va ser desenvolupat el 1989 per RECLUS, un grup de geògrafs francesos dirigits per Roger Brunet. Uns 90 milions de persones viuen a la Banana Blava.

## Ciutats i regions

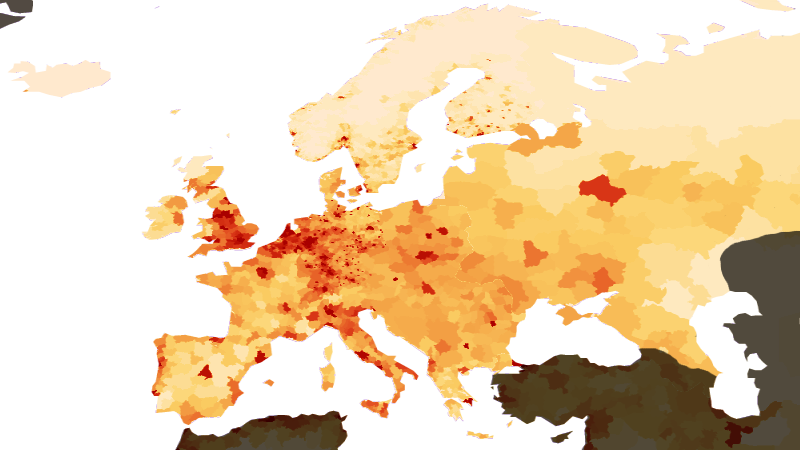
Densitat de població a Europa

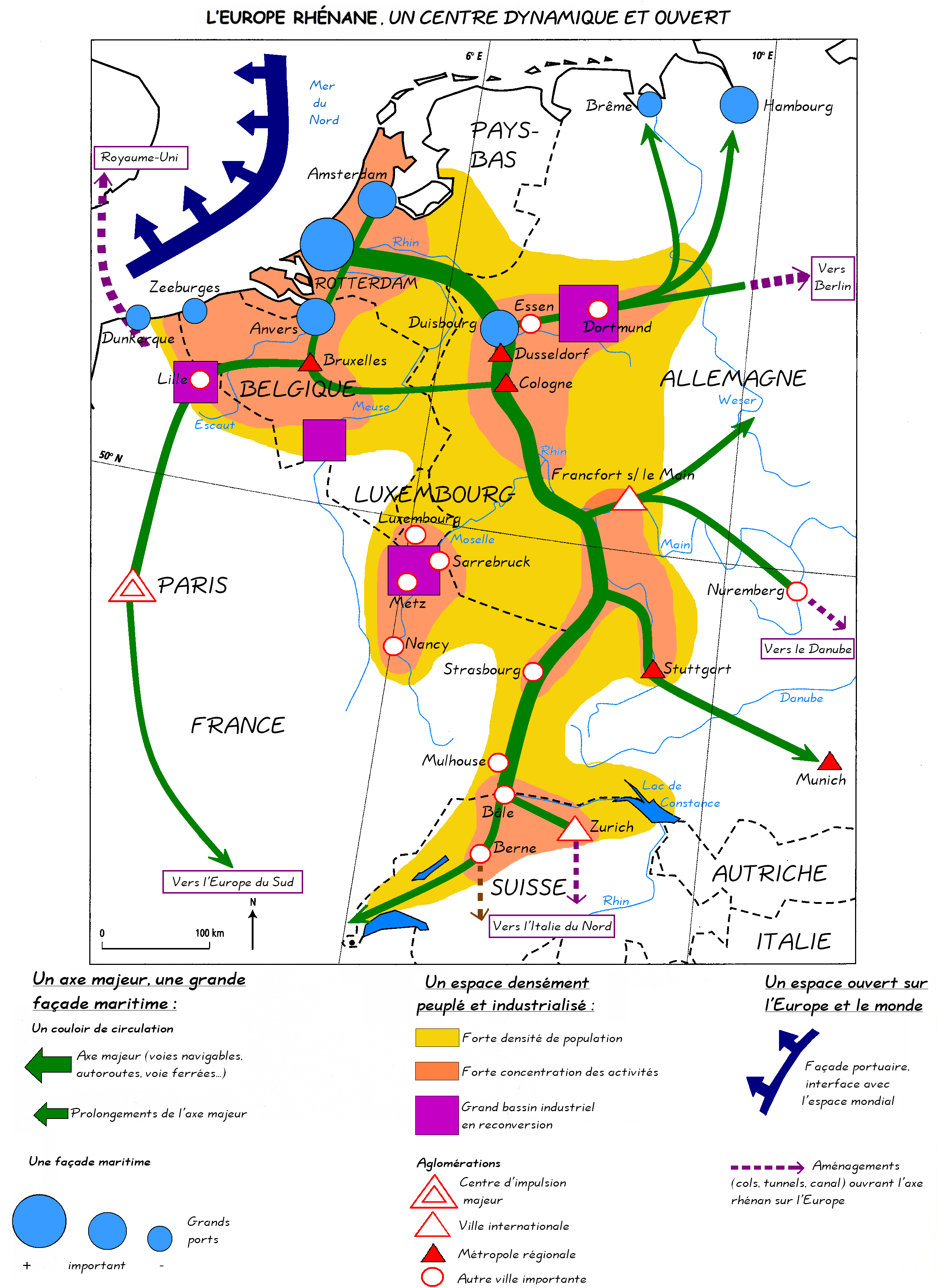
Mapa de l'Europa renana

La següent taula inclou ciutats i àrees metropolitanes.
| Ciutat / Àrea metropolitana       | País                              | Població (milions) |
| --------------------------------- | --------------------------------- | ------------------ |
| Londres                           | Regne Unit                        | 13,0               |
| Rin-Ruhr                          | Alemanya                          | 12,0               |
| Milà                              | Itàlia                            | 7,5                |
| Randstad                          | Països Baixos                     | 7,4                |
| Diamant Flamenc                   | Bèlgica                           | 5,5                |
| Frankfurt del Main/ Rin-Main      | Alemanya                          | 5,2                |
| Mosa-Rin                          | Bèlgica, Països Baixos i Alemanya | 3,9                |
| Gronau - Enschede                 | Països Baixos i Alemanya          | 3,2                |
| Stuttgart                         | Alemanya                          | 2,7                |
| Birmingham/ West Midlands         | Regne Unit                        | 2,6                |
| Manchester/ Gran Manchester       | Regne Unit                        | 2,5                |
| Torí                              | Itàlia                            | 2.2                |
| Mannheim / Rin-Neckar             | Alemanya                          | 2,0                |
| Lilla - Kortrijk - Tournai        | França i Bèlgica                  | 1,8                |
| Brabantse Stedenrij               | Països Baixos                     | 1,7                |
| Leeds - Bradford / West Yorkshire | Regne Unit                        | 1,5                |
| Sheffield / South Yorkshire       | Regne Unit                        | 1,5                |
| Zúric                             | Suïssa                            | 1.3                |
| Arnhem - Nimega                   | Països Baixos i Alemanya          | 0,8                |
| Saarbrücken - Forbach             | Alemanya i França                 | 0,7                |
| Estrasburg                        | França                            | 0.7                |
| Basilea                           | Suïssa, França i Alemanya         | 0.7                |
| TOTAL                             | -                                 | 78.4               |

## Història
El geògraf francès Roger Brunet, que volia dividir Europa en espais "actius" i "passius", va desenvolupar el concepte d'una Europa Occidental "columna vertebral" el 1989. Va fer referència a un corredor urbà d'indústria i serveis que s'estén des del nord d'Anglaterra fins al nord d'Itàlia. Brunet no ho veu com un nou descobriment, sinó com una cosa fàcilment previsible per a qualsevol que tingui "una mica d'intel·ligència i un sentiment de les propietats espacials".
Ell va veure el plàtan blau com el desenvolupament de precedents històrics, per exemple, coneix les rutes de comerç, o a conseqüència de l'acumulació de capital industrial. França, en la seva opinió, va perdre els seus vincles amb el corredor com a resultat de la persecució de les minories (és a dir, els hugonots) i l'excessiva centralització a París. En la seva anàlisi, Brunet obvia artificialment les conurbacions franceses, que són particularment concentrades al voltant de París, per tal de persuadir les autoritats franceses de la necessitat d'una major integració dels negocis al centre d'Europa.
| «              | El nom va ser introduït pels mitjans de comunicació: la forma de banana es va assenyalar en una conferència de premsa per Jacques Chérèque, ministre del govern, el color va ser que se li dona per un artista a Le Nouvel Observateur en un article de Josette Alia tres dies després que fos batejat com a banana blava. | » |
| — Roger Brunet | |   |

Es diu que el color del plàtan és el blau perquè constituïa el nucli d'Europa i la bandera d'Europa és en gran part blava. Altres fonts afirmen que el color es refereix a la roba dels treballadors de la indústria ("coll blau").
La seva existència s'atribueix de vegades al traçat del mapa d'Europa després de la Segona Guerra Mundial que va portar a la creació d'un eix Nord-Sud (dels quals la infraestructura més desenvolupada de la vall del Rin és un exemple), mentre que les relacions entre Europa Oriental i Occidental es debilitaven. D'altra banda, els grans centres de població ja existien molt abans d'aquest temps (Randstad, el Ruhr, Manchester), de manera que és natural que el desenvolupament es produís en zones que hi havia entre aquestes potències.

## Crítiques
Per la seva simplicitat i fàcil de recordar, el terme va ser adoptat ràpidament pels mitjans de comunicació i es va convertir en objecte de manipulació promocional. Les autoritats locals al Banana Blau va tractar de redefinir-se com al millor lloc per a la inversió empresarial. Això va donar a altres parts interessades una bona raó per a eliminar les fronteres per tal d'incloure les regions que volien promoure. Això era tot el contrari a la intenció de Brunet.
Els detractors han assenyalat que corredors d'importància similar es poden trobar al llarg del Danubi i al Bàltic i a les costes del Mediterrani, i que existeixen aglomeracions urbanes al voltant de Berlín, París i Varsòvia. Més important encara, la Banana Blava inclou grans extensions d'àrees escassament poblades (del Mar del Nord i als Alps), i no pren en compte les dificultats que s'han experimentat a Valònia, Lorena, el Ruhr i al Saarland en tractar d'ajustar els canvis econòmics.